# Navarra Suma
Navarra Suma (NA+) és una coalició electoral d'àmbit navarrès integrada pels partits polítics Unió del Poble Navarrès (UPN), Ciutadans (Cs) i el Partit Popular de Navarra (PP) per concórrer per la circumscripció de Navarra a les eleccions generals d'Espanya d'abril i novembre, així com a les eleccions al Parlament de Navarra i a les eleccions municipals de 2019.

## Història

### Antecedents
En les eleccions al Parlament de Navarra de 2015 el partit polític Ciutadans va obtenir 2,96% dels vots, quedant-se a només quatre centenes de la barrera electoral del 3% fixada en la legislació electoral navarresa per poder aconseguir escó. D'haver aconseguit arribar al 3% hauria arrabassat un escó a la coalició nacionalista basca Geroa Bai impedint d'aquesta manera que la líder d'aquesta última formació, Uxue Barkos, sumés els 26 escons de 50 necessaris necessaris per convertir-se en presidenta de Navarra.
De la mateixa manera, a les eleccions municipals a l'Ajuntament de Pamplona de 2015 tant Ciutadans com el Partit Popular van treure resultats per sota de la barrera electoral fixada per a les eleccions municipals, sumant entre els dos gairebé un 7,5% de vots que no van poder ser transformats en escó. Aquest fet va ocasionar que el candidat de Bildu, Joseba Asirón, es convertís en alcalde de Pamplona amb una ajustada majoria de 14 regidors a favor i 13 en contra.
El record d'aquells dos fets va fer que, davant les noves convocatòries electorals a celebrar en 2019, es proposessin iniciatives destinades a evitar que la fragmentació del vot conservador espanyolista a Navarra i que els efectes de la barrera electoral poguessin beneficiar de nou al nacionalisme basc com havia passat en 2015.

#### Acord UPN-PP
En aquest context, al començament de 2019, les direccions d'UPN i del Partit Popular de Navarra van entaular converses i van aconseguir un acord per presentar-se junts a les eleccions generals d'Espanya, i també a les autonòmiques i municipals. L'acord va ser sotmès a votació del Consell Polític d'UPN el 2 de març de 2019 i aprovat amb un 72 % dels vots a favor. L'acord suposava que les dues formacions es presentarien juntes de nou a unes eleccions municipals i forals per primera vegada des de 2008, data en la qual es va trencar el pacte polític i electoral que unia a ambdues formacions des de 1991. Recordant l'ocorregut en 2015, Javier Esparza, president d'UPN, va defensar l'acord en el seu objectiu d'unir forces contra el nacionalisme basc. L'acord precisava que el PP respectaria el règim foral i recolzaria la supressió Disposició transitòria quarta de la Constitució Espanyola que obre la porta a l'annexió de Navarra al País Basc.

### Creació de Navarra Suma
Als pocs dies de tancat el pacte amb el Partit Popular i incidint en la idea de maximitzar les possibilitats del vot de dretes a Navarra, la direcció d'UPN va proposar que el partit acudís a les eleccions en coalició amb Ciutadans constituint per a això una plataforma electoral comuna. Sotmesa la proposta a votació del Consell Polític d'UPN, l'11 de març de 2019, va resultar aprovada la coalició amb un 94% de vots favorables. UPN va vetar expressament integrar a Vox en la coalició.
El 20 de març de 2019, UPN i Ciutadans van fer públic que el nom de la coalició seria Navarra Suma i les seves sigles NA+, presentant les seves llistes i logotip. Segons l'acord aconseguit entre els dos partits, UPN i Ciutadans es repartirien els llocs en les llistes electorals. En virtut de l'acord previ aconseguit entre UPN i el PP, UPN es va comprometre a cedir alguns dels llocs que li corresponguessin a candidats del PP.
En el cas de la llista electoral al Congrés dels Diputats es va acordar que els tres primers llocs i el cinquè fossin designats per UPN (que cediria d'ells els llocs 3º i 5º a candidats del PP en virtut de l'acord previ entre els dos partits), mentre que la quarta plaça seria designada per Ciutadans. En el cas de la llista electoral al Senat, UPN designaria a dos candidats, cedint-ne un d'ells al PP, i Ciutadans en triaria un altre.

## Resultats electorals

### Eleccions generals al Congrés dels Diputats
| Any      | Cap de llista | Vots    | %      | Escons a Navarra | Nota    |
| -------- | ------------- | ------- | ------ | ---------------- | ------- |
| Abr 2019 | Sergio Sayas  | 107.124 | 0,41 % | 2 / 5            | 2 d'UPN |
| Nov 2019 | Sergio Sayas  | 98.448  | 0,41 % | 2 / 5            | 2 d'UPN |

### Eleccions generals al Senat
| Any      | Cap de llista | Vots    | %      | Escons a Navarra | Nota                        |
| -------- | ------------- | ------- | ------ | ---------------- | --------------------------- |
| Abr 2019 | Ruth Goñi     | 322.030 | 0,46 % | 3 / 4            | 1 d'UPN, 1 de Cs i 1 del PP |
| Nov 2019 | Ruth Goñi     | 306 115 | 1,32 % | 3 / 4            | 1 d'UPN, 1 de Cs i 1 del PP |

### Eleccions al Parlament de Navarra
| Any  | Cap de llista  | Vots    | %       | Escons  | Nota                         |
| ---- | -------------- | ------- | ------- | ------- | ---------------------------- |
| 2019 | Javier Esparza | 127.346 | 36,57 % | 20 / 50 | 15 d'UPN, 3 de Cs i 2 del PP |

### Eleccions municipals a Navarra
| Any  | Vots    | %       | Regidors    |
| ---- | ------- | ------- | ----------- |
| 2019 | 104.846 | 30,53 % | 298 / 1.996 |